# アントニオ・スアレス
アントニオ・スアレス・バスケス（Antonio Suárez Vázquez、1932年5月20日 - 1981年1月6日）は、スペイン、首都マドリード出身の元自転車競技（ロードレース）選手。

## 来歴
プロ年代は1956年から1965年まで。
1959年のブエルタ・ア・エスパーニャで総合優勝を果たした。
また、国内選手権・個人ロードレースでは3連覇を達成。1961年のジロ・デ・イタリアでは、アルナルド・パンビアンコ、ジャック・アンクティルに次ぐ総合3位に入った。

## 主な戦績
1957
ブエルタ・ア・エスパーニャ 区間1勝(=第16)
1959
 ブエルタ・ア・エスパーニャ 総合優勝、山岳賞、区間2勝(第5、10)
 スペイン選手権・個人ロードレース 優勝
1960
ブエルタ・ア・エスパーニャ 区間1勝(第14)
 スペイン選手権・個人ロードレース 優勝
1961
ブエルタ・ア・エスパーニャ 総合4位、ポイント賞、区間1勝(第12=ITT)
ジロ・デ・イタリア 総合3位、区間1勝(第7)
 スペイン選手権・個人ロードレース 優勝
1963
ブエルタ・ア・エスパーニャ 総合6位